# Jagtial (Distrikt)
Der Distrikt Jagtial (Telugu జగిత్యాల జిల్లా, Urdu جگتیال ضلع) ist ein Verwaltungsdistrikt im südindischen Bundesstaat Telangana. Verwaltungssitz ist die Stadt Jagtial.

## Geographie
Der Distrikt liegt im Hochland des Dekkan. Er wird vom Godavari durchflossen. Im Jahr 2012–13 waren 511,82 km² (21,2 %) der Distriktfläche von Wald bedeckt. Die benachbarten Distrikte sind Nizamabad im Westen, Nirmal im Norden, Mancherial im Westen, sowie Peddapalli, Rajanna Sircilla und Karimnagar im Süden.

## Geschichte

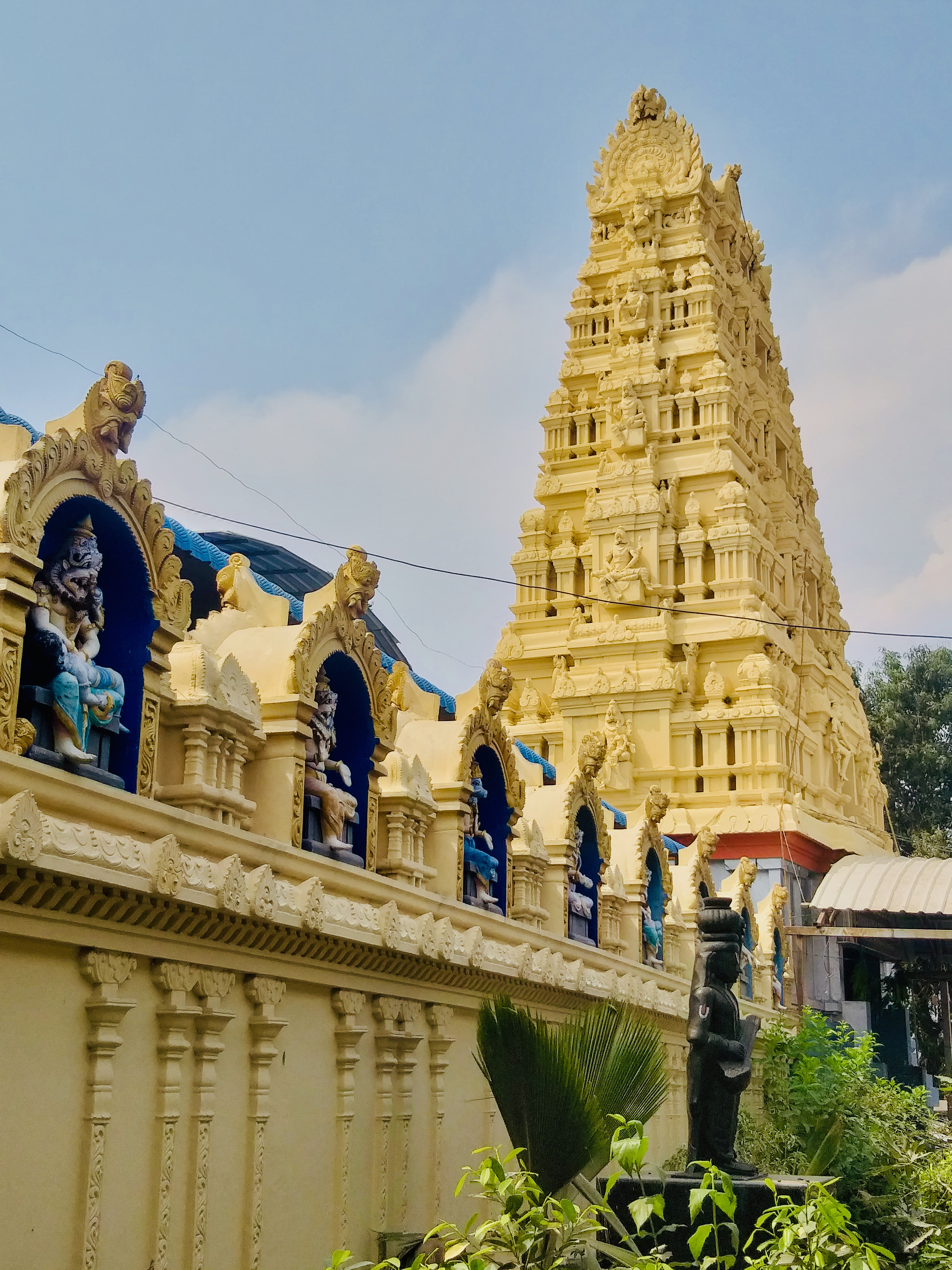
Lakshmi Narasimha Swamy-Tempel

Der Distrikt Jagtial entstand als einer von 21 neu eingerichteten Distrikten bei der administrativen Neueinteilung Telanganas am 11. Oktober 2016. Zuvor war Jagtial Teil des Distrikts Karimnagar.

## Demografie
Bei der Volkszählung 2011 hatte der spätere Distrikt 985.417 Einwohner. Die Bevölkerungsdichte lag mit 407 Einwohnern pro km² über dem Durchschnitt Telanganas (312 Einwohner/km²). Das Geschlechterverhältnis wies mit 484.079 Männern auf 501.338 Frauen einen geringen Frauenüberschuss auf. Die Alphabetisierungsrate lag mit 60,26 % (Männer 70,60 %, Frauen 50,38 %) unter dem Durchschnitt Telanganas (66,54 %) und Indiens (74,04 %).

## Wirtschaft
96.046 ha (darunter 77.420 ha im Bewässerungsfeldbau) wurden landwirtschaftlich genutzt (zum Teil mit mehr als einer Ernte pro Jahr, Daten wohl aus der Dekade 2010–20). Hauptanbauprodukte waren Reis (35.559 ha), Mais (27.049 ha), Baumwolle (11.473 ha) und verschiedene Gartenbaufrüchte (35.772 ha).

## Besonderheiten
Als sehenswert gilt das Fort Jagtial, ein sternförmiges, von einem Wassergraben umgebenes Fort in der Stadt Jagtial. Das Fort wurde im 17. Jahrhundert zur Mogulzeit von zwei europäischen Festungsbaumeistern Tal und Jack geplant und angelegt, die dann auch namensgebend für Jagtial wurden.
Der Lakshmi Narasimha Swamy-Tempel im Ort Dharmapuri am Ufer des Godavari ist ein Tempel, der Lakshmi Narasimha Swamy, einer Inkarnation Vishnus geweiht ist. Im März/April, sowie im Dezember finden Tempelfeiern statt (Alaya Jatara, Mokshada Ekadashi). Ein weiteres Ziel von Besuchern und Pilgern ist der etwa 500 Jahre alte, 16 km von der Distrikthauptstadt Jagtial entfernt gelegene Sri Anjaneya Swamy vari Devasthanam-Tempel.